# Тоттыбайколь
Тоттыбайколь (каз. Тоттыбай көл) — озеро в районе Беимбета Майлина  Костанайской области Казахстана. Находится в 10 км к юго-востоку от села Щербиновка.
По данным топографической съёмки 1958 года, площадь поверхности озера составляет 1,93 км². Наибольшая длина озера — 2 км, наибольшая ширина — 1,4 км. Длина береговой линии составляет 5,6 км, развитие береговой линии — 1,13. Озеро расположено на высоте 197,4 м над уровнем моря.